# Partido de Necochea
Partido de Necochea är en kommun i Argentina.   Den ligger i provinsen Buenos Aires, i den sydöstra delen av landet, 400 km söder om huvudstaden Buenos Aires. Antalet invånare är 89 096.
Trakten runt Partido de Necochea består till största delen av jordbruksmark. Runt Partido de Necochea är det glesbefolkat, med 20 invånare per kvadratkilometer.